# По-3
По-3 (фр. Pau-3) — кантон во Франции, находится в регионе Аквитания, департамент Атлантические Пиренеи. Входит в состав округа По.
Код INSEE кантона — 6420. В кантон По-3 входит три коммуны, центральный офис расположен в По.

## История
Кантон был образован декретом от 25 февраля 2014 года, который вступил в силу 22 марта 2015 года. В состав новообразованного кантона вошли по одной коммуне упразднённых кантонов Западный По и Южный По, а также часть коммуны По.

## Население
Население кантона на 2015 год составляло … человек.

## Коммуны кантона
| Коммуна     | Население, чел. (2010) | Почтовый индекс | Код INSEE |
| ----------- | ---------------------- | --------------- | --------- |
| Бизанос     | 4779                   | 64320           | 64132     |
| Мазер-Лезон | 1940                   | 64110           | 64373     |
| По          | ...                    | 64000           | 64445     |